# 克雷希
克雷希（法語：Créchy，法語發音：[kʁeʃi]）是法国阿列省的一个市镇，位于该省中东部偏南，属于维希区。

## 地理
克雷希（46°15'41"N, 3°25'24"E）面积11.61 平方千米，位于法国奥弗涅-罗讷-阿尔卑斯大区阿列省，该省份为法国中部省份，北起涅夫勒省、西北接谢尔省，西南至克勒兹省，南至多姆山省，东南临卢瓦尔省，东临索恩-卢瓦尔省。
与克雷希接壤的市镇（或旧市镇、城区）包括：比伊、朗日、马尔瑟纳、帕赖苏布里亚耶、龙热尔、桑萨、阿列河畔瓦雷讷。

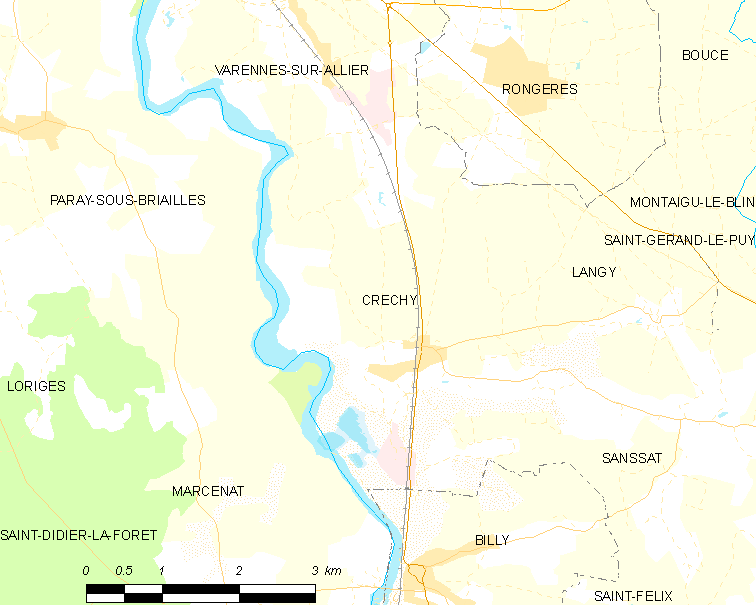
克雷希的OSM定位图

克雷希的时区为UTC+01:00、UTC+02:00（夏令时）。

## 行政
克雷希的邮政编码为03150，INSEE市镇编码为03091。

## 政治
克雷希所属的省级选区为锡乌勒河畔圣普尔桑县。

## 人口

1962-2008年间克雷希人口变化图示

克雷希于2022年1月1日时的人口数量为430人。